# Spider-Man (jeu vidéo, 1982)
Spider-Man est un jeu vidéo d'action développé et édité par Parker Brothers en 1982 sur Atari 2600. Le jeu est basé sur le comic book de Spider-Man et il s'agit de la première adaptation de l'univers de Marvel Comics.

## Système de jeu
Spider-Man est un jeu d'action à défilement vertical qui se déroule dans l'univers du comic book de Spider-Man. Le joueur prend le contrôle de Spider-Man et doit grimper sur des bâtiments pour désactiver les bombes installés par le Bouffon Vert. Les toiles de Spider Man lui permettent d'avancer vers le haut.

## Accueil
- AllGame : 3/5[3]
- Tilt : 5/6[4]